# Teorema di Cox
Il teorema di Cox (dal nome del fisico e statistico Richard Threlkeld Cox) è una derivazione delle leggi della probabilità a partire da un certo insieme di postulati. Questa derivazione giustifica la cosiddetta interpretazione "logica" della probabilità.
Così come le leggi di probabilità derivata da questo teorema sono applicabili ad ogni proposizione, la probabilità logica è una varietà della probabilità bayesiana.
Altre forme di probabilità bayesiane (come l'interpretazione soggettiva) sono date da altre giustificazioni.